# Shane Gould
Shane Elizabeth Gould (Sídney, 23 de noviembre de 1956) es una exnadadora australiana que se convirtió en la primera mujer en batir los récords de todas las distancias en estilo libre. En los Juegos Olímpicos de Múnich 1972 logró cinco medallas; tres de oro (200 y 400 m libres y 200 m medley), una de plata (800 m libres) y una de bronce (100 m libres). Finalizados los juegos Gould se retiró de la natación y de la vida pública, y no reapareció hasta los Juegos Olímpicos de Sídney 2000.